# Intervention en Sibérie
Intervention alliée pendant la guerre civile russe
L'intervention en Sibérie (シベリア出兵, Shiberia Shuppei), ou l'expédition de Sibérie, de 1918-1922 est un envoi de troupes des forces de l'Entente dans les provinces maritimes russes dans le cadre de l'aide importante des pays occidentaux et du Japon pour soutenir les armées blanches contre l'armée rouge bolchevique durant la guerre civile russe. L'armée impériale japonaise continua toutefois d'occuper la Sibérie même après le retrait des forces occidentales en 1920.

## Contexte
Après la révolution d'Octobre de 1917, le nouveau gouvernement bolchévique signa une paix séparée avec l'Allemagne. La chute du front russe présentait un énorme problème pour les puissances de l'Entente car cela permettait à l'Allemagne de transporter des troupes et du matériel du front Est au front Ouest mais imposait aussi aux Alliés de sécuriser leurs importants stocks de matériel accumulé à Mourmansk, Arkhangelsk et Vladivostok et qui risquaient de tomber aux mains des Bolcheviks. De plus, 50 000 hommes de la Légion tchèque, qui combattaient aux côtés des Alliés, se trouvaient maintenant derrière les lignes ennemies, et tentaient de se frayer un chemin vers l'Est en direction de Vladivostok le long du Transsibérien tenu par les Bolcheviks.
Face à ces préoccupations, le Royaume-Uni et la France décidèrent d'intervenir militairement dans la guerre civile russe contre le gouvernement bolchevique. Ils espéraient atteindre trois objectifs :
- Éviter que les stocks de matériels alliés en Russie ne tombent entre les mains bolcheviques ou allemandes.
- Aider la Légion tchèque et la ramener sur le front européen.
- Ressusciter le front de l'Est en installant les armées blanches au pouvoir en Russie.

Manquant de troupes, les Britanniques et les Français demandèrent l'aide des États-Unis pour une intervention en Russie septentrionale et une intervention en Sibérie. En juillet 1918, contre les conseils du département de la Guerre, le président américain Woodrow Wilson autorisa l'envoi de 5 000 hommes dans la force expéditionnaire américaine en Russie septentrionale (l'« expédition Ours polaire (en) ») et 10 000 hommes dans la force expéditionnaire américaine en Sibérie (en). Au même moment, le gouvernement de Beiyang en Chine accepta l'invitation de la communauté chinoise de Russie et envoya 2 000 hommes en août. Les Chinois occupèrent plus tard la Mongolie autonome et la république de Touva et envoyèrent un bataillon dans l'intervention en Russie septentrionale dans le cadre de leurs efforts anti-bolcheviks.

## Participants

### France
Les troupes envoyées par les Français comprenaient au total 1 409 marsouins et zouaves du[réf. nécessaire] :
- Détachement d’Indochine (Tonkin)
- 9e régiment d’infanterie coloniale (RIC) sous commandement du Chef de bataillon Mallet, 7 officiers et 731 marsouins, dont 277 tonkinois
- Détachement de Chine sous commandement du Capitaine Feneurstein
- 16e régiment d’infanterie colonial, 5 officiers et 460 marsouins
- 3e Régiment de Zouaves, 4 officiers et 202 zouaves

Auxquelles il faut ajouter deux sections de mitrailleuses du 9e RIC et une batterie de 75 constituée avec des éléments des 4e Régiment d’Artillerie Coloniale et 5e Régiment d’Artillerie Coloniale.
Arrivé à Vladivostok en août 1918 et après une courte mais dure campagne d'hiver qui lui vaut une citation à l'ordre de l'armée, le bataillon est rapatrié en mars 1919.

### Royaume-Uni
Les Britanniques, à court de troupes, n'envoyèrent que 1 500 hommes en Sibérie (le 9e bataillon du régiment royal du Hampshire et le 25e bataillon du régiment du Middlesex).

### Canada

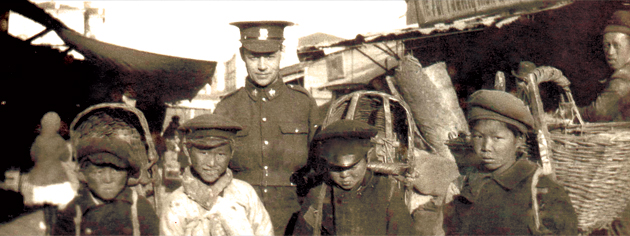
Un soldat canadien pose avec des enfants à Vladivostok.

La force expéditionnaire canadienne en Sibérie, commandée par le major-général James H. Elmsley et autorisée au départ en août 1918, fut envoyée à Vladivostok pour renforcer la présence alliée. Composée de 4 192 hommes, la force rentra au Canada entre avril et juin 1919. Durant leur engagement, les Canadiens ne participèrent qu'à très peu de combats, avec moins de 100 hommes qui arrivèrent jusqu'à Omsk pour servir à l'administration des 1 500 soldats britanniques qui aidaient le gouvernement russe blanc de l'amiral Alexandre Koltchak. La plupart des Canadiens restèrent à Vladivostok, répétant des exercices de routine et s'occupant de faire régner l'ordre dans la ville à l'ambiance agitée,.

### Italie
Le Corpo di spedizione italiano in Estremo Oriente fut constitué de troupes alpines. Il comprenait aussi la Legione Redenta di Siberia, composée de 2 500 Italiens ex-prisonniers de guerre détenus en Russie, qui avaient combattu dans l'armée austro-hongroise, et qui furent enrôlés dans la légion sibérienne.
Les Italiens jouèrent un rôle modeste mais non négligeable durant l'intervention, combattant avec la Légion tchèque et avec d'autres forces alliées en utilisant des trains blindés et lourdement armés pour contrôler de grandes sections des chemins de fer sibériens.
Les principales zones d'opération furent les régions d'Irkoutsk, d'Harbin et de Vladivostok.

### Japon

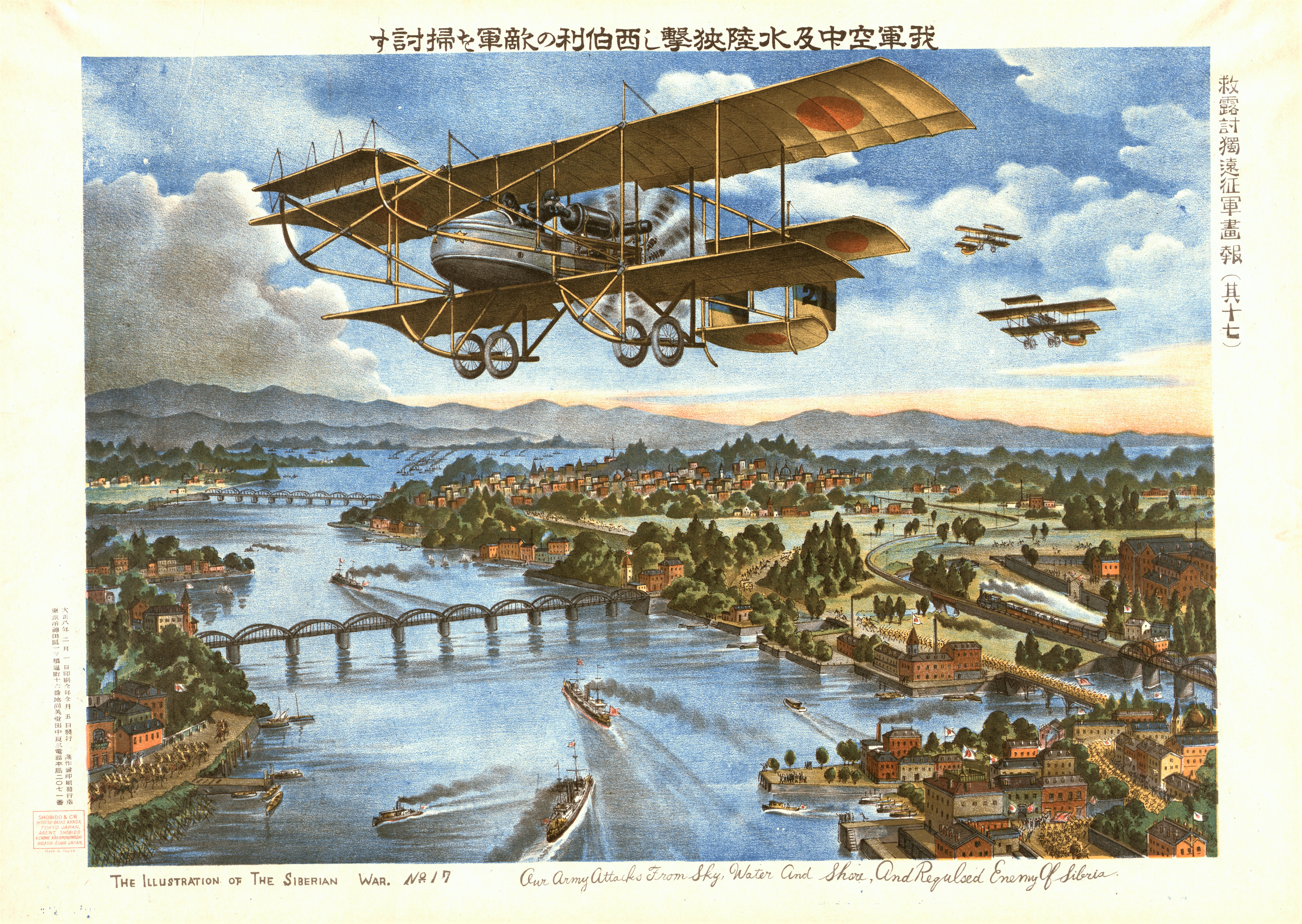
Lithographie japonaise de propagande appelant à l'occupation de l'Extrême-Orient russe.

L'intervention du Japon fut d'abord demandée sans succès par les Français en 1917. Cependant, l'état-major de l'armée vit plus tard la chute du Tsar comme une opportunité pour empêcher toute future menace de la Russie sur le Japon en détachant la Sibérie et en en faisant un État tampon indépendant. Le gouvernement japonais refusa d'abord d'entreprendre une telle expédition et ce n'est que l'année suivante que les évènements l'amenèrent à un changement de politique.
En juillet 1918, le président américain Wilson demanda au gouvernement japonais d'envoyer une troupe de 7 000 hommes pour prendre part à une coalition internationale de 25 000 hommes comprenant la force expéditionnaire américaine en Sibérie (en), prévue pour secourir la Légion tchèque et récupérer le matériel de guerre stocké sur place. Après un débat à la diète du Japon, le gouvernement de Terauchi Masatake autorisa l'envoi d'une troupe de 12 000 hommes, mais sous le commandement unique du Japon plutôt que dans le cadre de la coalition internationale.
Une fois la décision prise, l'armée impériale japonaise prit le contrôle de l'opération sous le commandement du chef d'état-major Yui Mitsue et entama les préparations pour l'expédition

### États-Unis
La force expéditionnaire américaine en Sibérie fut commandée par le major-général William S. Graves et totalisait 7 950 hommes. Elle comprenait les 27e et 31e régiment d'infanterie et des volontaires des 13e (en), 62e (en) et 12e régiment d'infanterie.
Bien que le général Graves n'arriva en Sibérie que le 4 septembre 1918, 3 000 soldats américains avaient déjà débarqué à Vladivostok du 15 au 21 août 1918. Ils furent rapidement assignés à des opérations de contrôle de segments de la voie ferrée entre Vladivostok et Oussouriisk au nord.
Contrairement à ses homologues alliés, le général Graves croyait que la mission en Sibérie était d'assurer la protection des biens américains et d'aider la Légion tchèque à évacuer la Russie et que cela ne comprenait pas de combattre les Bolchéviks. Appelant à la retenue à plusieurs reprises, Graves se brouilla souvent avec les commandants des forces britanniques, françaises et japonaises qui désiraient que les Américains prennent une part plus active dans les opérations militaires.

## Intervention alliée (1918–1919)
L'intervention alliée coalisée commença en août 1918. Les Japonais entrèrent sur le territoire russe par Vladivistok et la frontière avec la Mandchourie avec plus de 70 000 hommes. Le déploiement d'une importante opération de sauvetage fut effectué par les alliés qui se méfiaient des intentions japonaises. Le 5 septembre, les Japonais rencontrèrent l'avant-garde de la légion tchèque. Quelques jours plus tard, les contingents britanniques, italiens et français rejoignirent les Tchèques dans l'espoir de rétablir le front de l'Est de l'autre côté de l'Oural, et se mirent en direction de l'Ouest. Les Japonais, avec leurs propres objectifs en tête, refusèrent de dépasser le lac Baïkal. Les Américains, suspicieux quant aux intentions japonaises, restèrent aussi en arrière pour garder l'œil sur les Japonais. En novembre, ces derniers occupèrent tous les ports et grandes villes des provinces maritimes russes et de Sibérie à l'est de Tchita.
Pendant l'été 1918, l'armée japonaise apporta son soutien à des éléments russes blancs, la 5e division d'infanterie et le détachement spécial pour la Mandchourie commandé par Grigori Semenov et soutenu par les Japonais prirent le contrôle de la Transbaïkalie et fondèrent le gouvernement blanc de Transbaïkalie.

## Retrait allié (1919–1920)

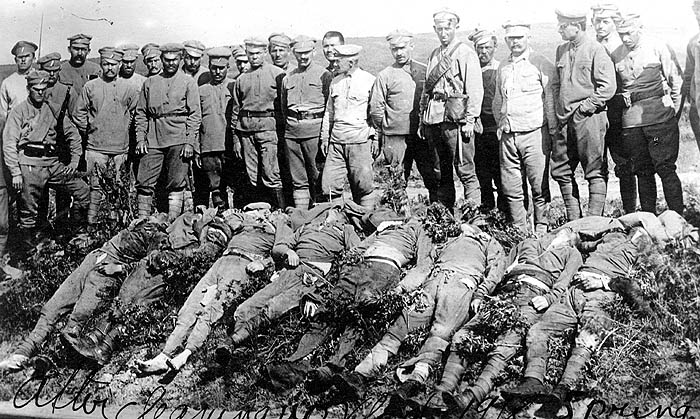
Tchécoslovaques tués par les Bolchéviks près de Vladivostok.

Avec la fin de la guerre en Europe, les Alliés décidèrent de continuer à soutenir les forces blanches de Russie et d'intervenir plus efficacement dans la guerre civile russe. Un soutien militaire fut donné au général blanc Alexandre Vassilievitch Koltchak à Omsk tandis que les Japonais continuaient de soutenir ses rivaux Grigori Semenov et Ivan Kalmykov. Pendant l'été 1919, le gouvernement blanc de Sibérie s'effondra après la capture et l'exécution par l'armée rouge du général Koltchak.
En juin 1920, les Américains, les Britanniques et le reste de la coalition alliée se replièrent jusqu'à Vladivostok. L'évacuation de la légion tchèque fut aussi autorisée la même année. Les Japonais décidèrent cependant de rester, d'abord à cause de la peur de la propagation du communisme si près du Japon, mais aussi de la Corée et de la Mandchourie, territoires contrôlés par les Japonais. Ces derniers furent forcés de signer l'accord de Gongota afin d'évacuer leurs troupes pacifiquement de la Transbaïkalie. Cela signifiait la fin du régime de Grigori Semenov qui s'écroula en octobre 1920.
L'armée japonaise fournit un soutien militaire au gouvernement provisoire de Priamour basé à Vladivostok contre la république d'Extrême-Orient soutenue par Moscou. La présence continue des Japonais posait problème aux États-Unis qui les suspectaient de vouloir annexer la Sibérie et l'Extrême-Orient russe. Soumis à une intense pression diplomatique des Américains et des Britanniques, et face à une opposition publique intérieure en hausse à cause du coût humain et économique, le gouvernement de Katō Tomosaburō retira les troupes japonaises en octobre 1922.

## Effets sur la politique japonaise
Les motivations du Japon pendant l'intervention en Sibérie étaient multiples et peu liées entre elles. Officiellement, le Japon (comme les États-Unis et les autres puissances alliées) alla en Sibérie pour sécuriser le matériel de guerre sur place et « secourir » la légion tchèque. Cependant, l'hostilité du gouvernement japonais envers le communisme, la volonté de récupérer les territoires perdus historiquement à cause de la Russie, et pour régler le problème de la sécurisation de la frontière nord du Japon en créant un État tampon, ou la volonté d'annexer purement et simplement de nouveaux territoires faisaient aussi partie des motivations. Toutefois, l'intervention déchira l'unité du Japon, menant à une opposition entre le gouvernement et l'armée et à des luttes de factions au sein même de l'armée.
Les pertes japonaises pendant l'intervention se chiffrèrent à 5 000 morts au combat ou de maladie, et les dépenses engagées dépassèrent les 900 millions yens.